# Lamian

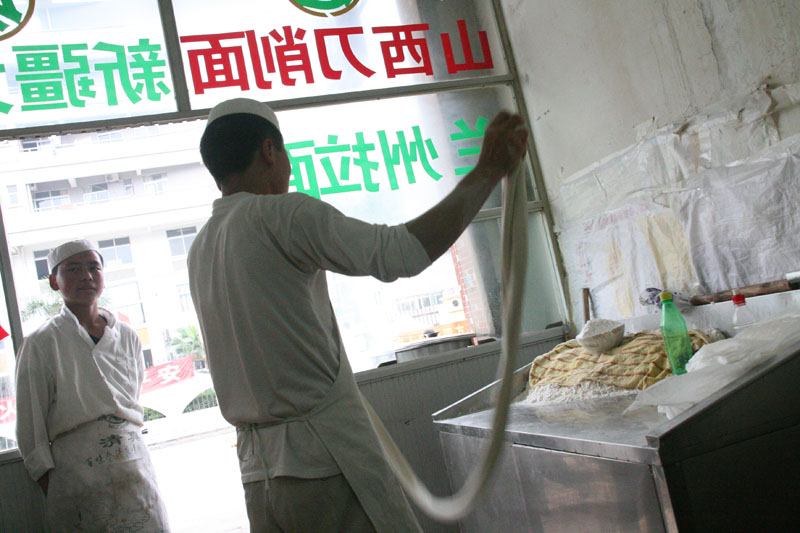
Lavorazione del Lamian in un ristorante in stile Lanzhou a Dongchong, nel Guangdong

Lamian è un tipo di noodle cinese di grano. Il Lamian è prodotto torcendo, stirando e piegando l'impasto in fili usando il peso dell'impasto La lunghezza e lo spessore dei trefoli dipende dal numero di volte in cui l'impasto viene piegato
Questo metodo di creare noodles, unico al mondo, è diffuso in tutta la Cina.
Il Sòngshì Yǎngshēng Bù (宋氏養生部T, 宋氏养生部S), scritto da Song Xu e datato a prima del 1504, fu la prima descrizione del metodo Lamian per creare i noodle.

## Piatti
I piatti che utilizzano lamian vengono solitamente serviti in una zuppa di manzo o montone chiamata tāngmiàn (cinese semplificato: 汤面; cinese tradizionale: 湯麵; pinyin: Tāngmiàn letteralmente "zuppa di noodles"), ma sono anche saltati in padella e serviti con una salsa, chiamato chǎomiàn (cinese semplificato: 炒面; cinese tradizionale: 炒麵; pinyin: Chǎomiàn, letteralmente "spaghetti fritti".

## Diffusione
I Lamian oltre che essere consumati e proposti in Cina, oggi si possono trovare anche a Singapore, negli Stati Uniti, in Australia, nelle Filippine ed anche nei ristoranti europei.